# SOAR
SOAR (eng. Special Operations Assault Rifle; hrv. Jurišna puška za specijalne operacije) je jurišna puška filipinske proizvodnje koju proizvodi tamošnja tvornica FERFRANS Specialties. Zamišljena je kao poboljšana verzija M16A1, AR-15 i M4 pušaka.

## Detalji dizajna
Automatsku pušku SOAR dizajnirali su Ferdinand i Francis Sy, a koristi streljivo kalibra 5.56x45mm NATO. Sama puška ima patentirani sustav smanjenja barutnih plinova koji smanjuje cikličnu stopu paljbe bez obzira na dužinu cijevi.

## Inačice
Inačice puške razlikuju se ovisno o dužini cijevi, pa tako razlikujemo modele s cijevima dužine 10,5, 11,5 i 14,5 inča. Postoje i nadogradnje ovih inačica poznate pod nazivima 10.5 Mk2, 10.5 Mk2-2 i 11 Mk2.

## Korisnici
- Filipini: specijalne vojne snage.[1]
- Indonezija[1]
- Malezija[1]
- Peru[1]
- SAD: ograničena uporaba u nekim SWAT jedinicama.[1]

## Vanjske poveznice
- Službena web stranica proizvođača  Arhivirana inačica izvorne stranice od 3. veljače 2009. (Wayback Machine)
- Defense Review